# Synagoga Kaliska we Wrocławiu
Synagoga Kaliska we Wrocławiu – nieistniejąca synagoga terytorialna, która znajdowała się we Wrocławiu, w pobliżu placu Bohaterów Getta.
Synagoga została założona przed 1695 rokiem. W XVIII wieku została zlikwidowana.